# Sebastian i Montmartre
Sebastian i Montmartre – Solo i stille uddrag er et livealbum med Sebastian, udgivet i 1978. Det består af optagelser fra to solokoncerter i Jazzhus Montmartre den 11. og den 12. april 1978.

## Numre

### Side 1
1. "Her er en sang" (4:06)
2. "Laila-la" (4:57)
3. "Faders ord" (3:00)
4. "Venter på en sang" (3:54)
5. "Du er ikke alene" (4:40)

### Side 2
1. "Besværligt nogengange" (3:05)
2. "Danmark (dum og dejlig)" (4:14)
3. "Hos Ingeborg" (3:48)
4. "Rose" (4:32)
5. "Mona, månen er blå" (3:25)